# Anna (canción de Toto)
«Anna» es una balada interpretada por la banda de Pop-Rock Toto, editada para su álbum como Cuarto Sencillo The Seventh One de 1988.Hasta la fecha es una de las mejores canciones de toto, también fue incluida en su disco de Love Songs.

## Personal
- Steve Lukather: Guitarras, Voz
- David Paich: Teclados
- Jeff Porcaro: Batería
- Mike Porcaro: Bajo
- Joseph Williams: Coros
- Steve Porcaro: Programación
- Adicional Percusión por: Joe Porcaro, Michael Fisher
- Orquesta arreglada por:Marty Paich, David Paich, James Newton Howard conducido por Marty Paich.

- Datos: Q3617645